# Église Saint-Martin du Cellier
L'église Saint-Martin est une église catholique située au Cellier dans le département de Loire-Atlantique, en France. Elle est nationalement connue pour avoir accueilli les obsèques de Louis de Funès le 29 janvier 1983.

## Description
L'église Saint-Martin est un édifice de plan centré en croix grecque couverte par une coupole sur pendentifs, encadré de quatre croisillons rectangulaires voûtés en berceau, avec une abside en hémicycle. Le décor peint se compose des trois ensembles : la légende de Saint Martin, patron de la paroisse, dans l'abside ; le Chemin de Croix, tout autour de l'église et le monument aux morts de la Première Guerre mondiale (1914-1918).

## Localisation
L'église est située sur la commune du Cellier, dans le département de la Loire-Atlantique.

## Historique

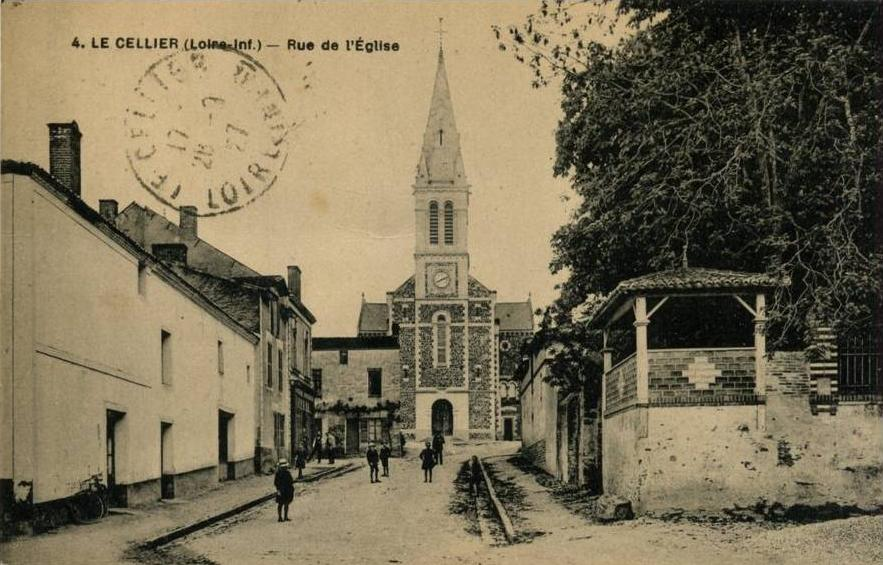
L'église Saint-Martin du Cellier (Loire-Atlantique) au début du XXe siècle.

L'église est construite en 1895-1896 par l'architecte René Ménard, mais est encore inachevée à la veille de la Première Guerre mondiale. L'achèvement de l'église, sous la conduite de l'architecte Émile Libaudière, se poursuit en 1922. En 1925, elle reçoit un décor peint exécuté par les frères Paul et Albert Lemasson, décor complété en 1932.
Le monument est inscrit au titre des monuments historiques en 2008.

## Personnalités liées
- Louis de Funès (1914-1983), acteur français, dont les obsèques ont été célébrées le 29 janvier 1983 en cette église. Catholique pratiquant et possédant une foi profonde, il fréquentait assidûment l'église alors qu'il habitait dans le château de Clermont situé à proximité[2].

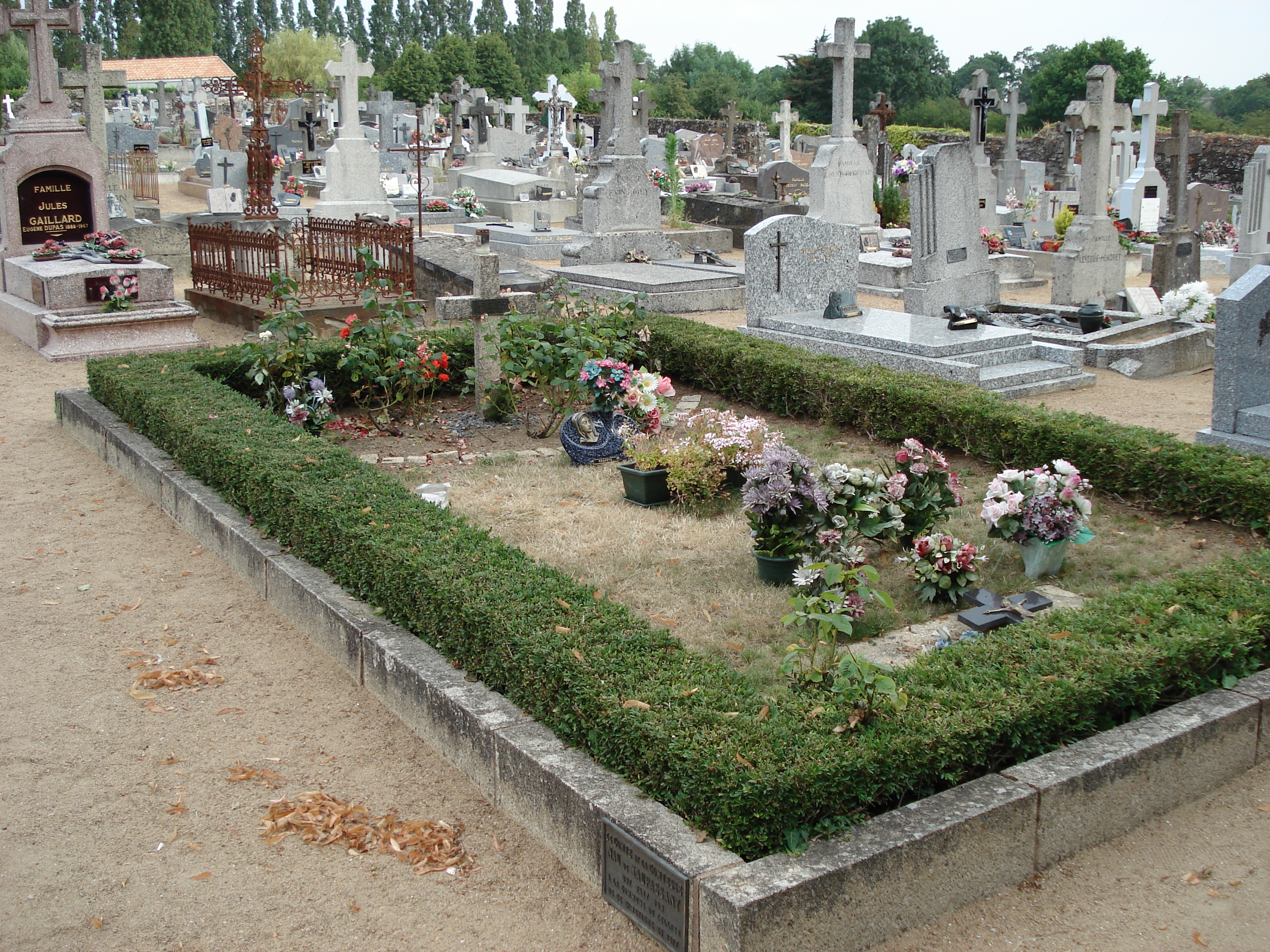
Tombe de Louis de Funès au cimetière du Cellier..